# 조 조겐슨

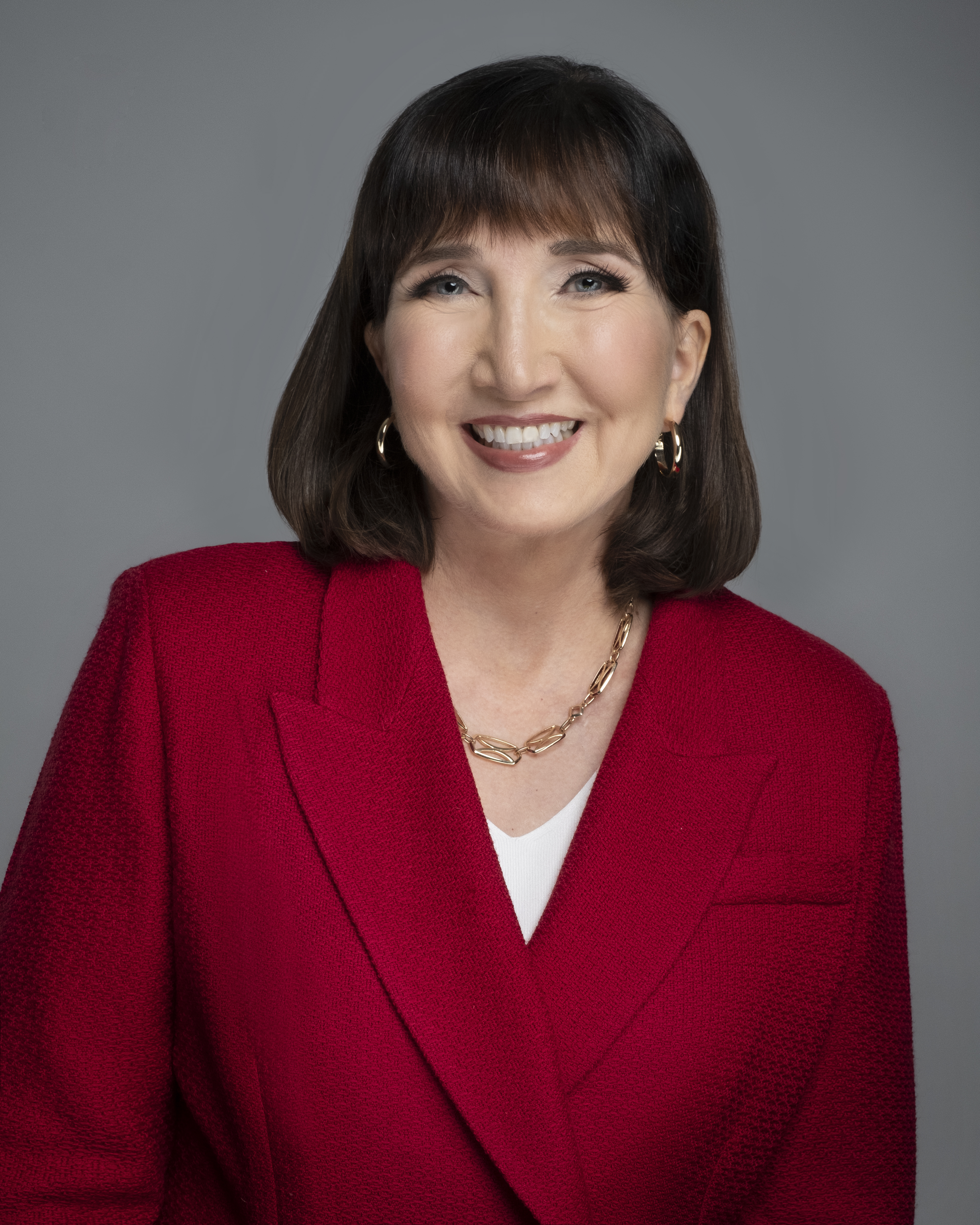
조 조겐슨(2020년)

조 조겐슨(영어: Jo Jorgensen, 1957년 5월 1일 ~ )은 미국의 자유지상주의 정치 활동가 및 교수로, 2020년 대선의 자유당 후보로 출마했다. 그는 1996년 대선 당시 해리 브라운 자유당 대통령 후보의 러닝메이트로 출마한 바 있다. 1992년 하원 선거에 사우스캐롤라이나주 제4선거구의 자유당 후보로 출마해 4,286표를 획득, 득표율 2.2%로 낙선한 바 있으며, 현재 클렘슨 대학교의 풀타임 조교수이기도 하다.

## 역대 선거 결과
| 선거명      | 직책명                                | 대수  | 정당   | 득표율 | 득표수 (선거인단) | 결과 | 당락 |
| ----------- | ------------------------------------- | ----- | ------ | ------ | ----------------- | ---- | ---- |
| 1992년 선거 | 하원의원 (사우스캐롤라이나 제4선거구) | 103대 | 자유당 | 2.16%  | 4,286표           | 3위  | 낙선 |
| 1996년 선거 | 미국의 부통령                         | 45대  | 자유당 | 0.51%  | 485,798표 (0명)   | 4위  | 낙선 |
| 2020년 선거 | 미국의 대통령                         | 46대  | 자유당 | 1.19%  | 1,854,454표 (0명) | 3위  | 낙선 |